# Gare de Pont-l'Évêque
Ne doit pas être confondu avec Gare de Pont-l'Évêque-sur-Oise.
La gare de Pont-l'Évêque est une gare ferroviaire française de la ligne de Lisieux à Trouville - Deauville, située sur le territoire de la commune de Pont-l'Évêque, dans le département du Calvados, en région Normandie.
C'est une gare de la Société nationale des chemins de fer français (SNCF), desservie par des trains TER Normandie.

## Situation ferroviaire
Établie à 17 mètres d'altitude, la gare de Pont-l'Évêque est située au point kilométrique (PK) 207,541 de la ligne de Lisieux à Trouville - Deauville, entre les gares ouvertes du Grand-Jardin et de Trouville - Deauville.
Ancienne gare de bifurcation, elle est l'origine de la ligne de Pont-l'Évêque à Honfleur, avant la halte de Saint-André-d'Hébertot (la ligne est fermée et déclassée jusqu'à Quetteville).

## Histoire
En octobre 2017, l'ancien bâtiment voyageurs est démoli. Il laisse place à une nouvelle structure préfabriquée et « écodurable » ; le chantier, en fait commencé en septembre 2016, s'est achevé en juin 2018.

## Fréquentation
De 2015 à 2023, selon les estimations de la SNCF, la fréquentation annuelle de la gare s'élève aux nombres indiqués dans le tableau ci-dessous.
| Année     | 2015    | 2016    | 2017    | 2018   | 2019    | 2020   | 2021   | 2022    | 2023    |
| --------- | ------- | ------- | ------- | ------ | ------- | ------ | ------ | ------- | ------- |
| Voyageurs | 113 202 | 111 152 | 114 777 | 94 065 | 112 346 | 70 343 | 87 836 | 123 946 | 143 454 |

## Service des voyageurs

### Accueil
Gare de la SNCF, elle dispose d'un bâtiment voyageurs, ouvert tous les jours. Elle est équipée d'un guichet (ouvert de manière saisonnière) et d'un automate pour l'achat de titres de transport.

### Desserte
Pont-l'Évêque est desservie par des trains TER Normandie, qui effectuent des missions entre Paris-Saint-Lazare et Trouville - Deauville, ou entre Lisieux et Trouville - Deauville.

### Intermodalité
Un parc à vélos et un parking sont aménagés à ses abords. Un arrêt est desservi par les autocars de la ligne 119 du réseau Nomad.